# Henry Lascelles, 6. jarl af Harewood
Henry George Charles Lascelles, 6. jarl af Harewood KG GVVO DSO TD JP DL (født 9. september 1882 i London, England, død 24. maj 1947 i Harewood House, Leeds, West Yorkshire), kendt som vicegreve Lascelles i 1892–1929 og som den ærede Henry Lascelles i  1882–1892, var svigersøn til Georg 5. af Storbritannien. Han var svoger til kongerne Edward 8. af Storbritannien og Georg 6. af Storbritannien.

## Forældre
Henry George Charles Lascelles var den ældste søn af Henry Lascelles, 5. jarl of Harewood (1846–1929) og Lady Florence Katharine Bridgeman (1859–1943).

## Familie
Fra 1922 til 1977 var Henry Lascelles gift med den kongelige prinsesse Mary (1897–1965). Hun var datter af Georg 5. af Storbritannien og søster til kongerne Edward 8. af Storbritannien og Georg 6. af Storbritannien.
Henry Lascelles og prinsesse Mary fik to sønner:
- George Lascelles, 7. jarl af Harewood (1923–2011), gift med den østrigsk fødte koncertpianistinde Marion Stein (1926–2014) og derefter med den australsk fødte violinist Patricia Bambi Elizabeth Tuckwell (født 1926), fik børn med begge sine hustruer.

- Gerald David Lascelles  (1924–1998), gift to gange, fik sønner med begge sine hustruer.